# Abarrancamiento

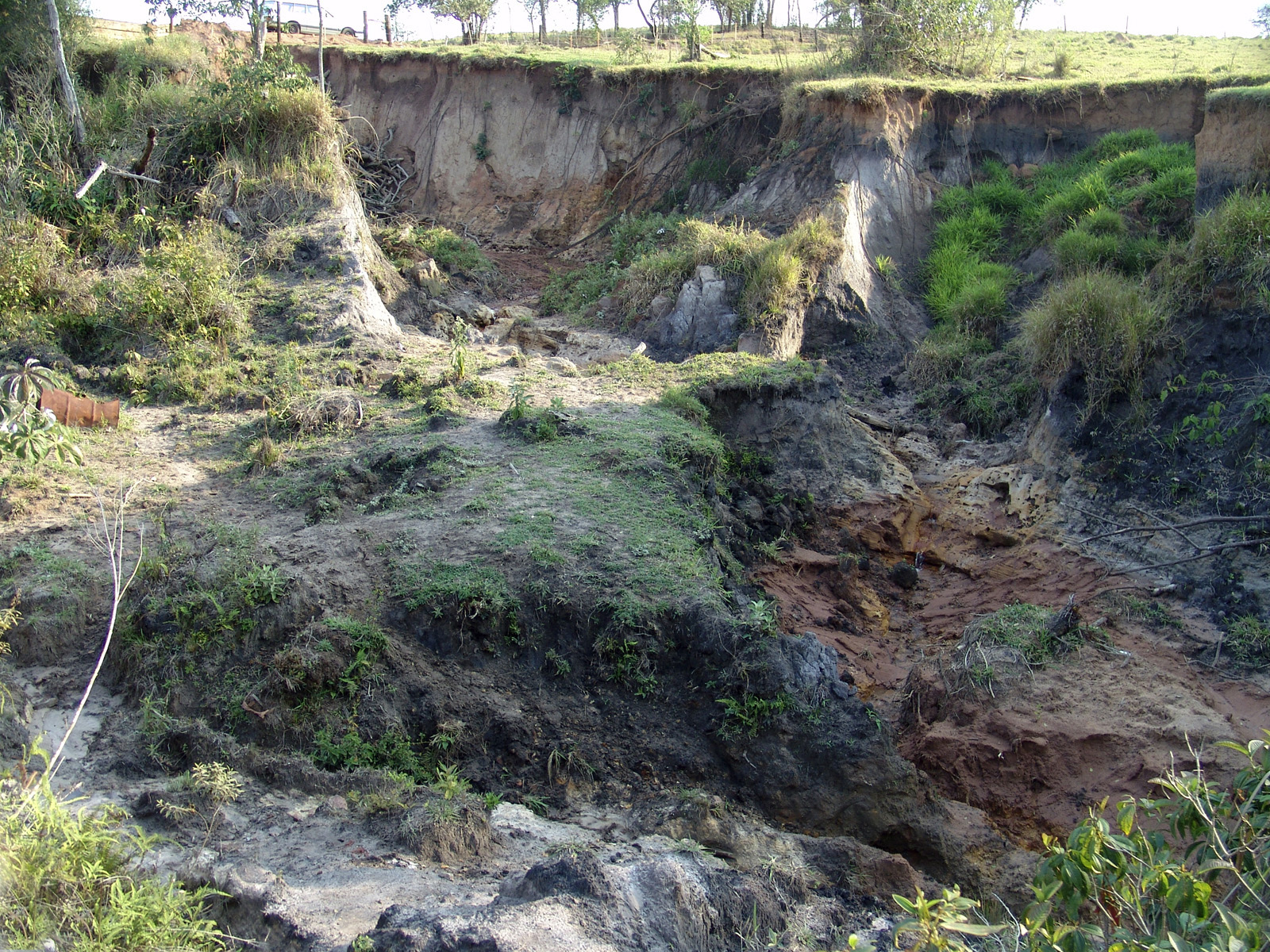
Barranco causado por erosión.

Un abarrancamiento, palabra proveniente de barranco (de origen incierto, quizá prerromano), es una grieta o incisión profunda que las lluvias o los escurrimientos de agua localizadas producen mediante erosión en la superficie de los suelos, especialmente en los formados por materiales blandos e impermeables. Las aguas de escorrentía y arroyadas van generando hendiduras quedando reflejadas en la superficie. Cuando son pequeñas se denominan cárcavas, regueros o regatos y cuando son grandes barrancos. Estos barrancos pueden llegar a alcanzar hasta 50 m de profundidad. En las zonas calizas suelen ir asociados a zonas de lapiaces o Karst.